# Asterella grollei
Asterella grollei là một loài rêu trong họ Aytoniaceae. Loài này được D.G. Long mô tả khoa học đầu tiên năm 1999.